# رافاييل غارسيا سيرانو
رافاييل غارسيا سيرانو (بالإسبانية: Rafael García Serrano)‏ هو كاتب سيناريو وكاتب وصحفي إسباني، ولد في 11 فبراير 1917 في بنبلونة في إسبانيا، وتوفي في 12 أكتوبر 1988 في مدريد في إسبانيا.

## وصلات خارجية
- رافاييل غارسيا على موقع IMDb (الإنجليزية)
- رافاييل غارسيا على موقع قاعدة بيانات الفيلم (الإنجليزية)